# Ishiyama Hongan-ji
El Ishiyama Hong-ji (石山 本 愿 寺, Ishiyama Hong-ji) va ser un temple budista, la principal fortalesa dels Ikko-Ikki, multituds de monjos guerrers i camperols japonesos que s'oposaven al govern samurai durant l'era Sengoku de la història del Japó. Va ser establert el 1496, a la boca del riu Yodo. En aquest llavors, estava just a l'afores de les ruïnes de l'antiga capital de Naniwa (Osaka), a la província de Settsu. La ciutat des d'aleshores va créixer, incorporant al temple al seu interior.

## Història
Rennyo, un monjo famós per reviure el corrent budista del Jodo Shinshu, es va retirar a l'àrea en 1496. Encara que buscava aïllament en retirar-se a aquell tranquil lloc, ràpidament va atraure a un gran nombre de devots i seguidors. El petit temple que Rennyo havia construït per a les seves pròpies devocions va ser expandit, i moltes cases i altres edificis van ser erigits per albergar els nous residents. Per a la data de la mort de Rennyo, tres anys després, el Ishiyama Hong-ji tenia més o menys la seva mida i forma definitiva.
Després de la destrucció del temple Yamashina Mido de Kyoto, el 1532, el Ishiyama Hong-ji es va convertir en el principal reducte dels Ikko, dels quals van sorgir els Ikko-Ikki. El temple-fortalesa era considerat impenetrable, en bona part per la seva ubicació i orientació. Addicionalment, era patrullat per prop de cent monjos a qualsevol hora del dia, a part que prop de 10.000 podien ser convocats a lluitar només en tocar una campana. Els monjos de la fortalesa no només provenien d'Osaka i els seus voltants, sinó també de les províncies d'origen dels Ikko: Kaga i Echizen. Comptaven també amb alguns aliats, incloent-hi el clan Mori, que prestava la seva ajuda quan els Ikko-Ikki es trobaven sota setge.
El temple va caure sota setge d'Oda Nobunaga el 1576, però va aconseguir resistir per cinc anys (en part per la seva posició respecte a la costa), donant lloc al major setge a la història del Japó. L'agost de 1580, l'abat Kosa (Kennyo) va ser persuadit a rendir-se, acabant amb el setge, que llavors havia durat 11 anys. Al moment de la rendició, tot el complex va ser incendiat. Segons algunes fonts, l'incendi va ser causat pels mateixos defensors, per negar a Nobunaga qualsevol tipus de botí. Encara que alguns membres del grup van fugir a Kaga per un últim enfrontament amb Nobunaga, la destrucció del Ishiyama Hong-ji va ser un cop dur contra els Ikko-Ikki, del qual no aconseguirien recuperar-se. Tres anys més tard, Toyotomi Hideyoshi va construir sobre les seves ruïnes el castell d'Osaka.